# Comté de Moore (Tennessee)
Pour les articles homonymes, voir Comté de Moore.
Le comté de Moore est un comté de l'État du Tennessee, aux États-Unis.